# 川越站

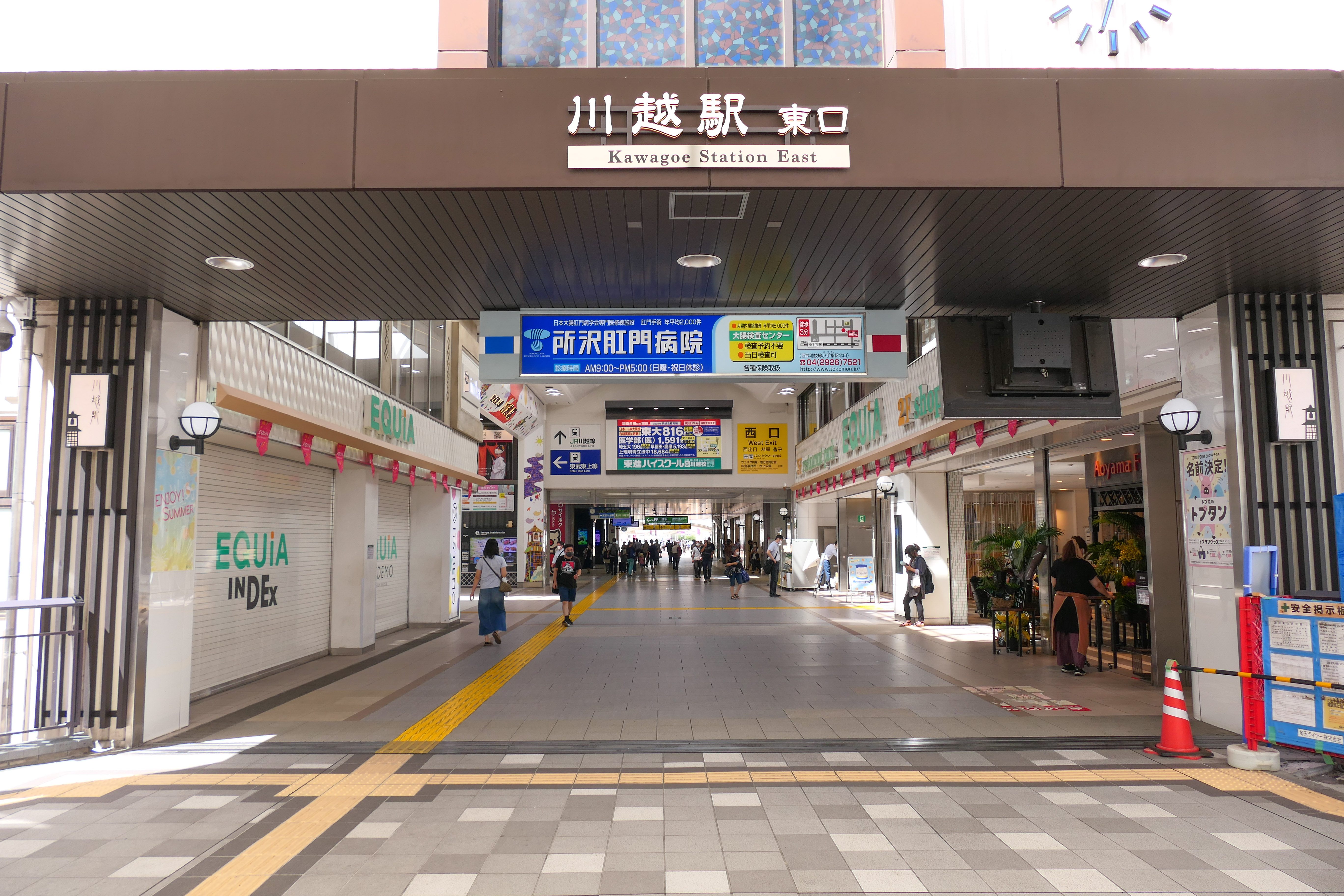
東口（2021年8月）

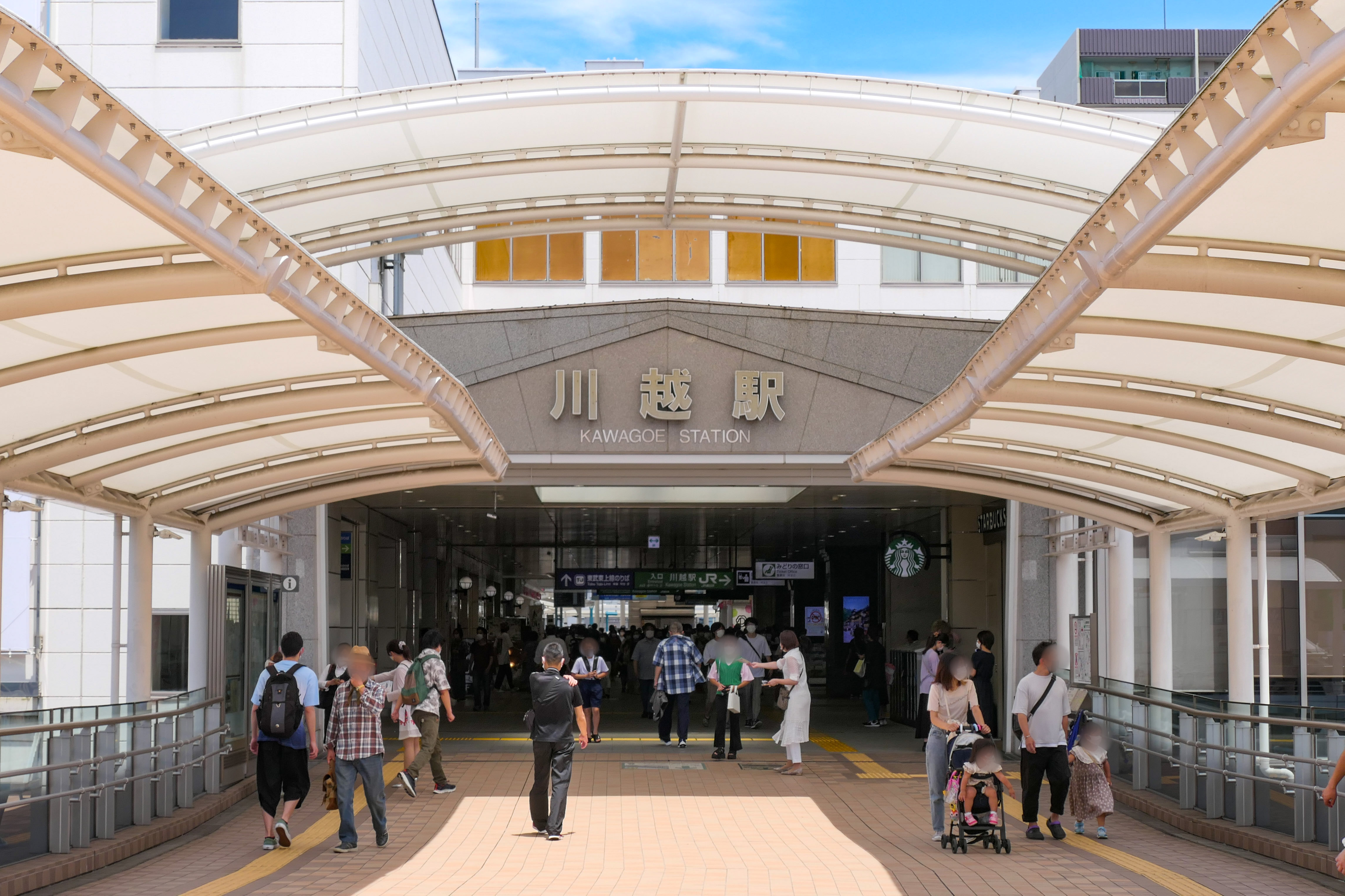
西口（2021年7月）

川越站（日语：／ Kawagoe eki */?）是位於埼玉縣川越市脇田町以及脇田本町，屬於東武鐵道和東日本旅客鐵道（JR東日本）的鐵路車站。

## 停靠路線
此站有東武鐵道的東上本線與JR東日本的川越線停靠。東武鐵道的車站設有車站編號是TJ 21。然而，川越線早上下行除一部分列車外以此站分割系統，此站開往東面的列車直通大宮站直通埼京線，此站開往西面的列車途經高麗川站直通八高線。但若發生時刻表混亂干擾了運行則不在此限｡

## 車站結構
1989年3月啟用的跨站式站房上、JR東日本與東武鐵道都有各自的剪票口。

### 東武鐵道
本站為側式月台2面2線的地面車站。

#### 月台配置
| 月台 | 路線   | 方向 | 目的地                                                                                              |
| ---- | ------ | ---- | --------------------------------------------------------------------------------------------------- |
| 1    | 東上線 | 上行 | 朝霞台、和光市、池袋方向 有樂町線 新木場、 副都心線 澀谷、 東橫線 橫濱、 港未來21線 元町·中華街方向 |
| 2    | 東上線 | 下行 | 坂戶、森林公園、小川町方向                                                                          |

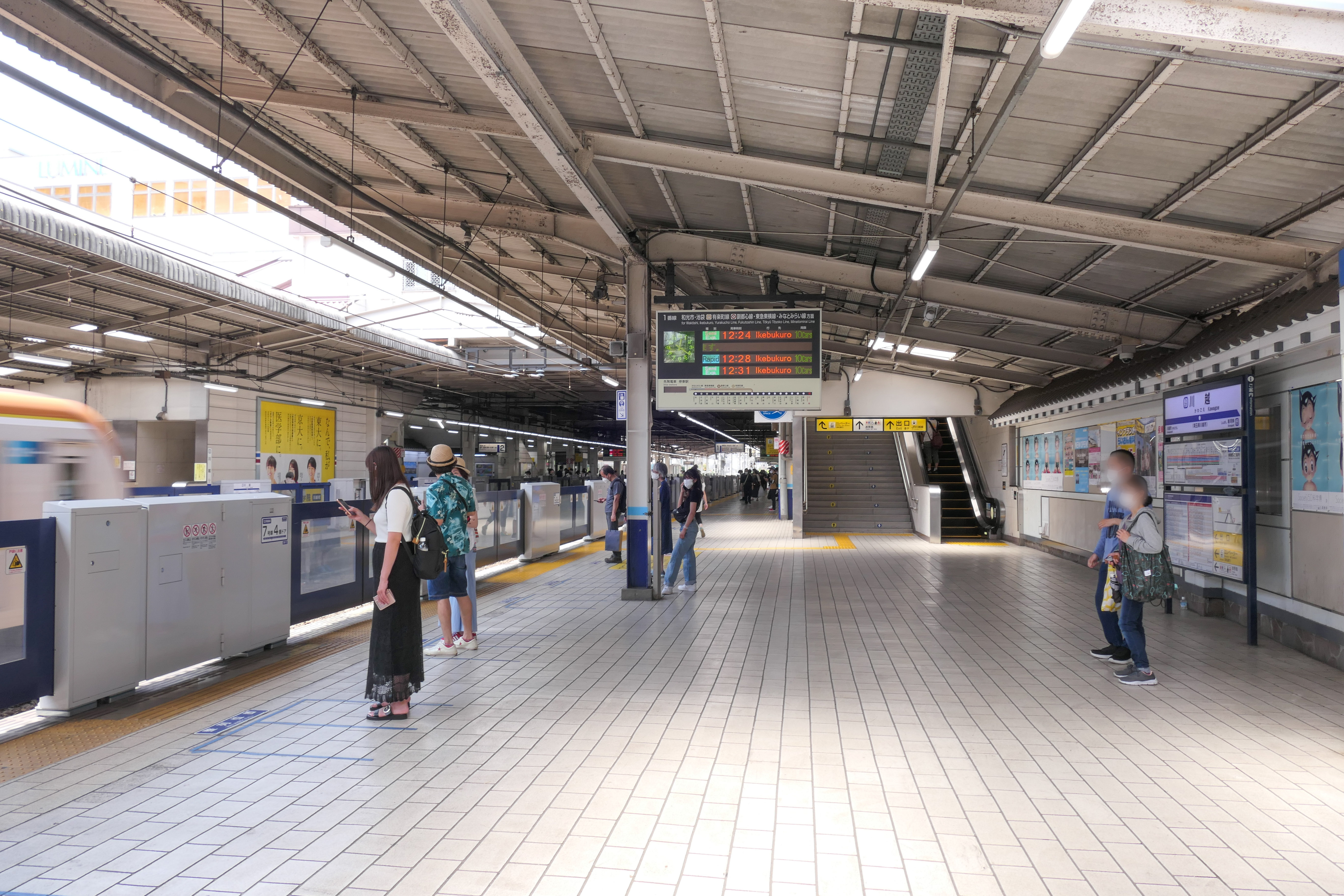
1號月台（2021年7月）
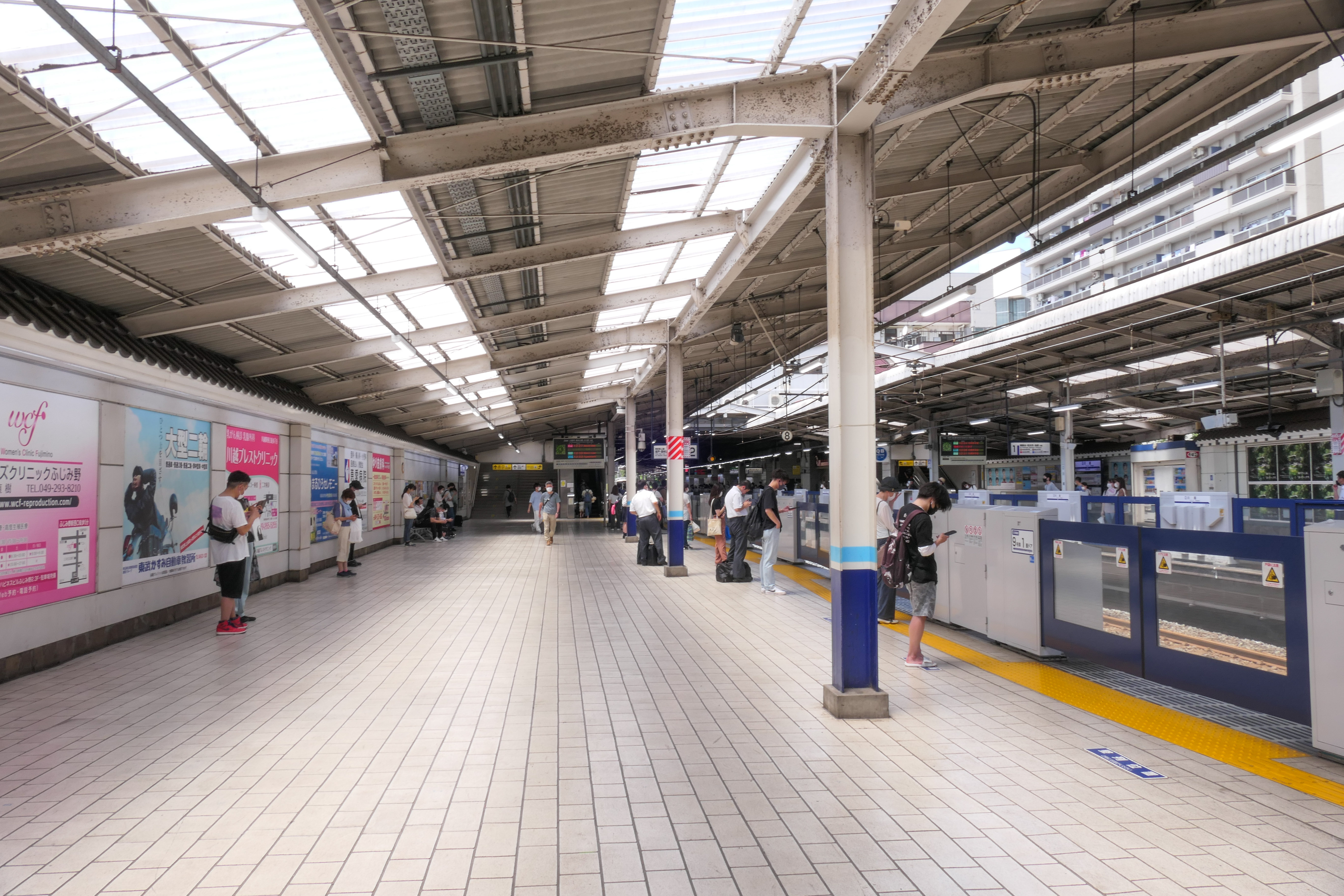
2號月台（2021年7月）

### JR東日本
本站為島式月台2面3線的地面車站。

#### 月台配置
| 月台  | 路線          | 方向                                       |
| ----- | ------------- | ------------------------------------------ |
| 3 - 6 | ■川越、埼京線 | 大宮、池袋、新宿、大崎、臨海線及相鐵線方向 |
| 3 - 6 | ■川越線       | 高麗川、東飯能、八王子方向                 |

（來源：JR東日本:車站構內圖 （页面存档备份，存于））

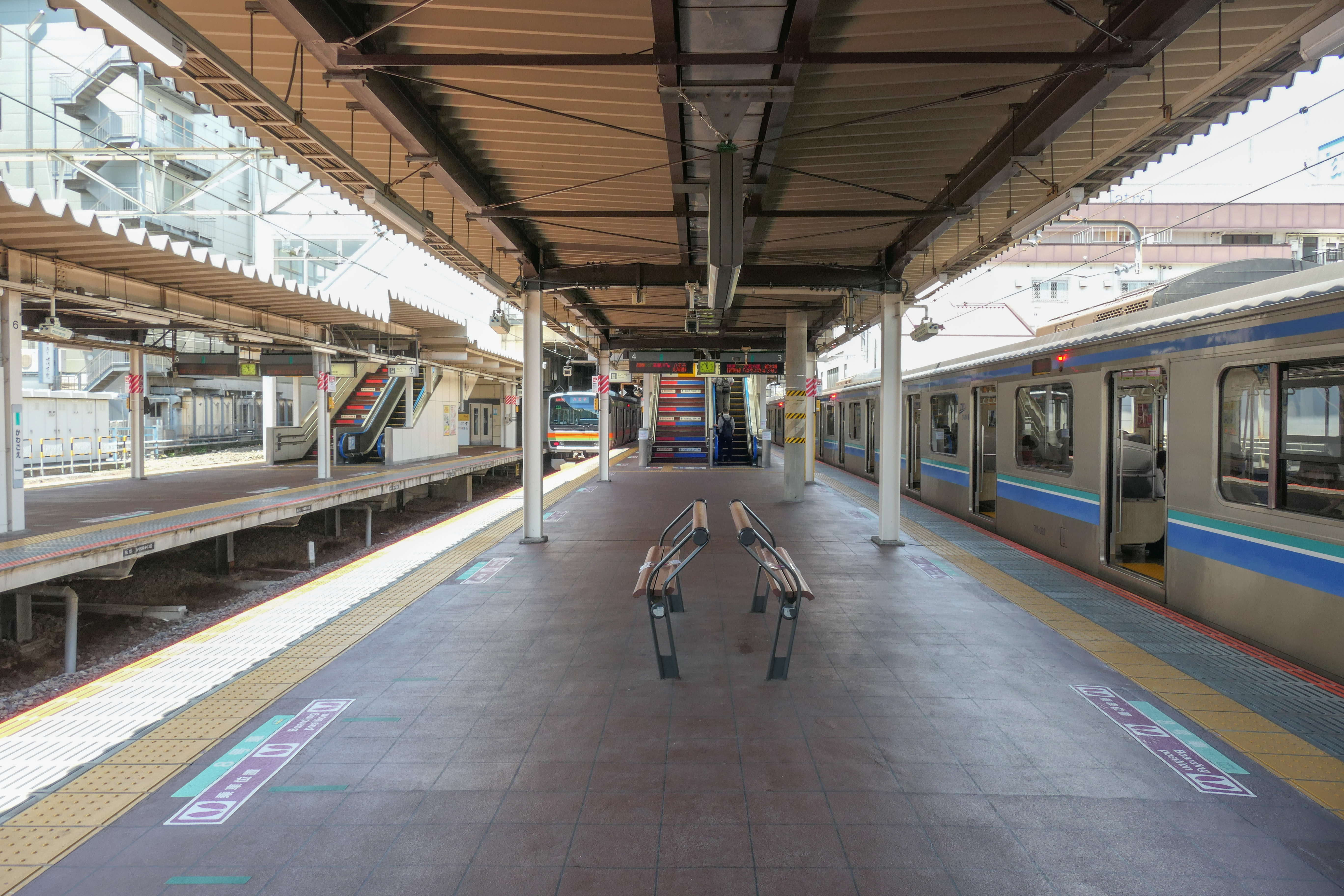
3號與4號月台(2021年8月)
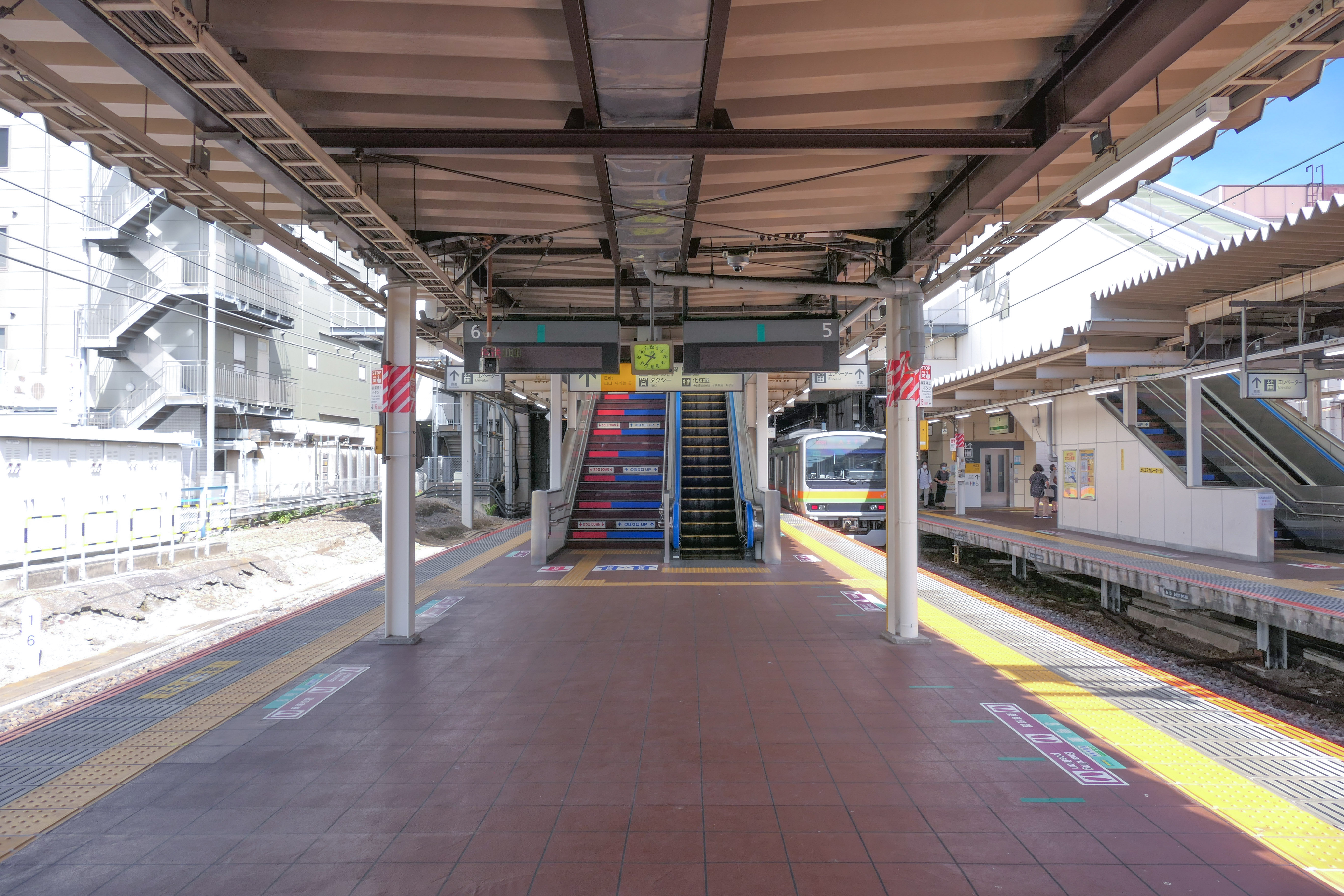
5號與6號月台(2021年8月)

## 使用情況
- 東武鐵道 - 2019年度1日平均上下車人次為124,534人[3]。
  - 東上線車站次於池袋站、和光市站、朝霞台站排行第4位。
- JR東日本 - 2019年度1日平均上車人次為38,112人[4]。
  - JR東日本管內單線路段中的車站最多的上車人次。

### 各年度1日平均上下車人次
近年的1日平均上下車人次推移如下表（JR除外）。
| 年度               | 東武鐵道           | 東武鐵道 |
| 年度               | 1日平均 上下車人次 | 增長率   |
| ------------------ | ------------------ | -------- |
| 1978年（昭和53年） | 68,828             |          |
| 1990年（平成02年） | 110,284            |          |
| 1991年（平成03年） | 120,772            | 9.5%     |
| 1992年（平成04年） | 123,400            | 2.2%     |
| 1993年（平成05年） | 122,720            | −0.6%    |
| 1994年（平成06年） | 124,022            | 1.1%     |
| 1995年（平成07年） | 125,407            | 1.1%     |
| 1996年（平成08年） | 123,789            | −1.3%    |
| 1997年（平成09年） | 120,685            | −2.5%    |
| 1998年（平成10年） | 117,541            | −2.6%    |
| 1999年（平成11年） | 116,078            | −1.2%    |
| 2000年（平成12年） | 115,288            | −0.7%    |
| 2001年（平成13年） | 115,628            | 0.3%     |
| 2002年（平成14年） | 115,015            | −0.5%    |
| 2003年（平成15年） | 116,164            | 1.0%     |
| 2004年（平成16年） | 116,922            | 0.7%     |
| 2005年（平成17年） | 116,615            | −0.3%    |
| 2006年（平成18年） | 117,270            | 0.6%     |
| 2007年（平成19年） | 120,505            | 2.8%     |
| 2008年（平成20年） | 122,438            | 1.6%     |
| 2009年（平成21年） | 121,773            | −0.5%    |
| 2010年（平成22年） | 121,558            | −0.2%    |
| 2011年（平成23年） | 121,051            | −0.4%    |
| 2012年（平成24年） | 123,242            | 1.8%     |
| 2013年（平成25年） | 127,243            | 3.2%     |
| 2014年（平成26年） | 125,687            | −1.2%    |
| 2015年（平成27年） | 128,021            | 0.6%     |
| 2016年（平成28年） | 126,600            | −1.1%    |
| 2017年（平成29年） | 126,451            | −0.1%    |
| 2018年（平成30年） | 126,508            | 0.0%     |
| 2019年（令和元年） | 124,534            | −1.6%    |

### 各年度1日平均上車人次
近年1日上車人次推移如下表。
| 年度               | 東武鐵道 | JR東日本 | 來源              |
| ------------------ | -------- | -------- | ----------------- |
| 1990年（平成02年） | 54,722   | 25,819   |                   |
| 1991年（平成03年） | 61,690   | 34,123   |                   |
| 1992年（平成04年） | 63,046   | 34,317   |                   |
| 1993年（平成05年） | 62,528   | 35,605   |                   |
| 1994年（平成06年） | 63,250   | 36,655   |                   |
| 1995年（平成07年） | 63,681   | 36,929   |                   |
| 1996年（平成08年） | 63,078   | 37,562   |                   |
| 1997年（平成09年） | 61,383   | 36,779   |                   |
| 1998年（平成10年） | 59,642   | 35,804   |                   |
| 1999年（平成11年） | 58,809   | 35,473   | [ 埼玉県統計 1 ]  |
| 2000年（平成12年） | 58,306   | 35,181   | [ 埼玉県統計 2 ]  |
| 2001年（平成13年） | 58,272   | 35,278   | [ 埼玉県統計 3 ]  |
| 2002年（平成14年） | 57,951   | 35,177   | [ 埼玉県統計 4 ]  |
| 2003年（平成15年） | 58,625   | 35,273   | [ 埼玉県統計 5 ]  |
| 2004年（平成16年） | 59,009   | 35,719   | [ 埼玉県統計 6 ]  |
| 2005年（平成17年） | 58,903   | 36,149   | [ 埼玉県統計 7 ]  |
| 2006年（平成18年） | 59,265   | 36,997   | [ 埼玉県統計 8 ]  |
| 2007年（平成19年） | 60,641   | 37,811   | [ 埼玉県統計 9 ]  |
| 2008年（平成20年） | 61,487   | 37,939   | [ 埼玉県統計 10 ] |
| 2009年（平成21年） | 61,068   | 37,098   | [ 埼玉県統計 11 ] |
| 2010年（平成22年） | 60,909   | 36,780   | [ 埼玉県統計 12 ] |
| 2011年（平成23年） | 60,739   | 36,344   | [ 埼玉県統計 13 ] |
| 2012年（平成24年） | 61,860   | 36,936   | [ 埼玉県統計 14 ] |
| 2013年（平成25年） | 63,847   | 37,754   | [ 埼玉県統計 15 ] |
| 2014年（平成26年） | 63,048   | 37,327   | [ 埼玉県統計 16 ] |
| 2015年（平成27年） | 64,190   | 38,343   | [ 埼玉県統計 17 ] |
| 2016年（平成28年） | 63,401   | 38,387   | [ 埼玉県統計 18 ] |
| 2017年（平成29年） | 63,301   | 38,491   | [ 埼玉県統計 19 ] |
| 2018年（平成30年） | 63,327   | 38,532   | [ 埼玉県統計 20 ] |
| 2019年（令和元年） |          | 38,112   |                   |

## 車站周邊
東出口
- 西武鐵道新宿線本川越站(步行到約需15分鐘)
- atr[ε] 错误：{{Lang}}：语言代码：gre 无法识别（帮助）丸廣
- CREA MALL（日语：クレアモール）商圈
- 川越modi
- 丸廣百貨店川越本店
- 東武酒店

西出口
- LUMINE川越
- 河合塾川越現役館
- 日能研川越校
- 川越市立川越高等學校
- 國道16號

## 公車客運

### 市區公車
東出口
- 東武巴士
  - [川越01] 開往神明町車庫
  - [川越02] 開往東松山站
  - [川越03] 開往免許中心（經鴻巢站、一部開往新荒子的區間車）
  - [川越04] 開往桶川站
  - [川越05] 埼玉醫大循環
  - [川越06] 開往上尾站（一部開往川越運動公園的區間車）
  - [川越08] 宮下町循環
  - [川越09] 開往先鋒公司
  - [名01] 小江戶名勝周遊
  - [若01] 開往若葉站
  - [東坂02] 開往坂戶車庫
- 西武巴士
  - [本52] 開往川越綠園（川越グリーンパーク）

西出口
- 西武巴士
  - [新所02] 開往新所澤站
  - [本51] 開往下赤坂
  - [本53] 開往今福中臺
  - [本54] 開往川越營業所
  - [川越34] 開往霞野（經今成）
  - [川越35] 開往霞野（經尚美學園大學）
  - [川越35-1] 開往尚美學園大學
  - [川越100] 開往川越水上公園（只夏季運營）
- 飛鷹巴士
  - 小江戶巡迴巴士

### 機場公車
- 川越觀光自動車、千葉交通、東武巴士聯營
  - 開往成田國際機場
- 西武巴士、飛鷹巴士、東京空港交通聯營
  - 開往羽田機場

### 高速公車
- 國際十王交通、近鐵巴士聯營（夕發朝至）
  - 開往大阪阿部野橋站（經大阪站、京都站）
- 日本中央巴士（夕發朝至）
  - 開往兼見御亭前（經金澤站、富山站）
- 山梨交通、西武巴士聯營
  - 開往龍王站（經甲府站）

## 歷史
- 1915年（大正4年）4月1日－東上鐵道的川越西町站開業。
- 1920年（大正9年）7月27日－東上鐵道合併東武鐵道、改名東武東上本線。
- 1940年（昭和15年）6月1日－國鐵川越線開業。更名川越站。
- 1985年（昭和60年）9月30日－國鐵川越線電氣化。埼京線列車開始直通運轉。
- 1987年（昭和62年）4月1日－國鐵分割民營化，由JR東日本繼承。
- 1989年（平成元年）3月－跨站式站房開始啟用。
- 2004年（平成14年）2月19日－擴建西出口站樓、開業LUMINE川越店。
- 2008年（平成19年）3月18日－東武東上線的1、2號月台開始使用開車音樂。

## 相鄰車站
東武鐵道
 東上本線
■快速急行
志木（TJ 14）－川越（TJ 21）－川越市（TJ 22）
■TJ Liner（上行列車）
富士見野（TJ 18） ← 川越（TJ 21） ← 坂戶（TJ 26）
■TJ Liner（下行列車）、■快速、■急行（急行自此站起往小川町方向各站停車）
富士見野（TJ 18）－川越（TJ 21）－川越市（TJ 22）
■準急、□普通
新河岸（TJ 20）－川越（TJ 21）－川越市（TJ 22）
東日本旅客鐵道
■川越線、埼京線（上行）
■通勤快速、■快速、■各站停車（川越線內各站停車）
南古谷－川越
■川越線、八高線（下行）
南古谷（部分） → 川越－西川越

### 使用情況
JR、私鐵1日平均使用人數
JR東日本2000年度以後上車人次
1. ↑  各駅の乗車人員（2000年度） （页面存档备份，存于） - JR東日本
2. ↑  各駅の乗車人員（2001年度） （页面存档备份，存于） - JR東日本
3. ↑  各駅の乗車人員（2002年度） （页面存档备份，存于） - JR東日本
4. ↑  各駅の乗車人員（2003年度） （页面存档备份，存于） - JR東日本
5. ↑  各駅の乗車人員（2004年度） （页面存档备份，存于） - JR東日本
6. ↑  各駅の乗車人員（2005年度） （页面存档备份，存于） - JR東日本
7. ↑  各駅の乗車人員（2006年度） （页面存档备份，存于） - JR東日本
8. ↑  各駅の乗車人員（2007年度） （页面存档备份，存于） - JR東日本
9. ↑  各駅の乗車人員（2008年度） （页面存档备份，存于） - JR東日本
10. ↑  各駅の乗車人員（2009年度） （页面存档备份，存于） - JR東日本
11. ↑  各駅の乗車人員（2010年度） （页面存档备份，存于） - JR東日本
12. ↑  各駅の乗車人員（2011年度） （页面存档备份，存于） - JR東日本
13. ↑  各駅の乗車人員（2012年度） （页面存档备份，存于） - JR東日本
14. ↑  各駅の乗車人員（2013年度） （页面存档备份，存于） - JR東日本
15. ↑  各駅の乗車人員（2014年度） （页面存档备份，存于） - JR東日本
16. ↑  各駅の乗車人員（2015年度） （页面存档备份，存于） - JR東日本
17. ↑  各駅の乗車人員（2016年度） （页面存档备份，存于） - JR東日本
18. ↑  各駅の乗車人員（2017年度） （页面存档备份，存于） - JR東日本
19. ↑  各駅の乗車人員（2018年度） （页面存档备份，存于） - JR東日本
20. ↑  各駅の乗車人員（2019年度） （页面存档备份，存于） - JR東日本

JR、私鐵統計資料
1. ↑  レポート （页面存档备份，存于） - 関東交通広告協議会
2. ↑  埼玉県統計年鑑 （页面存档备份，存于） - 埼玉県
3. ↑  統計かわごえ （页面存档备份，存于） - 川越市

埼玉縣統計年鑑
1. ↑  .   [2020-07-27]. （原始内容存档于2020-02-02）.
2. ↑  .   [2020-07-27]. （原始内容存档于2020-02-02）.
3. ↑  .   [2020-07-27]. （原始内容存档于2020-02-02）.
4. ↑  .   [2020-07-27]. （原始内容存档于2020-02-02）.
5. ↑  .   [2020-07-27]. （原始内容存档于2020-02-02）.
6. ↑  .   [2020-07-27]. （原始内容存档于2020-02-02）.
7. ↑  .   [2020-07-27]. （原始内容存档于2020-02-02）.
8. ↑  .   [2020-07-27]. （原始内容存档于2020-02-02）.
9. ↑  .   [2020-07-27]. （原始内容存档于2020-02-02）.
10. ↑  .   [2020-07-27]. （原始内容存档于2020-02-02）.
11. ↑  .   [2020-07-27]. （原始内容存档于2020-02-02）.
12. ↑  .   [2020-07-27]. （原始内容存档于2020-02-02）.
13. ↑  .   [2020-07-27]. （原始内容存档于2020-02-02）.
14. ↑  .   [2020-07-27]. （原始内容存档于2020-02-02）.
15. ↑  .   [2020-07-27]. （原始内容存档于2020-02-02）.
16. ↑  .   [2020-07-27]. （原始内容存档于2020-02-02）.
17. ↑  .   [2020-07-27]. （原始内容存档于2020-02-02）.
18. ↑  .   [2020-07-27]. （原始内容存档于2020-02-02）.
19. ↑  .   [2020-07-27]. （原始内容存档于2020-02-02）.
20. ↑  .   [2020-07-27]. （原始内容存档于2020-03-18）.

## 外部連結
- 車站資訊（川越）：東日本旅客鐵道
- 川越（車站資訊） - 東武鐵道

35°54′25″N 139°28′58″E / 35.90694°N 139.48278°E